# Titanate de calcium
Le titanate de calcium est un composé chimique de formule CaTiO3. Il s'agit d'une céramique diamagnétique incolore qui existe également à l'état naturel sous forme d'un minéral appelé pérovskite, du nom du minéralogiste russe Lev Alexeïevitch Perovski ; la pérovskite est généralement colorée du fait des impuretés qu'elle contient. Il cristallise dans le système orthorombique, plus précisément dans une structure pérovskite. Dans ce motif, les centres Ti4+ sont octaédriques et les centres Ca2+ occupent une cage de douze centres O2−. De nombreux matériaux usuels adoptent des structures semblables, comme le titanate de baryum BaTiO3, ou apparentées, comme les oxydes YBaCuO YBa2Cu3O7-δ, qui sont supraconducteurs à haute température.
Le titanate de calcium peut être obtenu en faisant réagir de l'oxyde de calcium CaO et du dioxyde de titane TiO2 à 1 350 °C : 
CaO + TiO2 ⟶ CaTiO3.
On a recours à des procédés sol-gel pour obtenir des produits plus purs et pour réduire la température nécessaire à la synthèse. Cela permet d'obtenir des matériaux atteignant des masses volumiques d'environ 4,04 g/cm3, plus proches de leur valeur théorique.